# Горные танагры
Горные танагры (лат. Anisognathus) — род танагровых, распространённых в Южной Америке.

## Виды
- Anisognathus melanogenys — Чернощёкая горная танагра
- Anisognathus lacrymosus — Плакучая горная танагра
- Anisognathus igniventris — Краснобрюхая горная танагра
- Anisognathus somptuosus — Синекрылая горная танагра
- Anisognathus notabilis — Черногорлая горная танагра